# Metropolia Teresina
Metropolia Teresina – metropolia Kościoła rzymskokatolickiego w Brazylii. Składa się z metropolitalnej archidiecezji Teresina i siedmiu diecezji. Została erygowana 9 sierpnia 1952 konstytucją apostolską Quaemadmodum insignis papieża Piusa XII. Od 2012 godność arcybiskupa metropolity sprawuje abp Jacinto Furtado de Brito Sobrinho.
W skład metropolii wchodzą:
- Archidiecezja Teresina
  - Diecezja Bom Jesus do Gurguéia
  - Diecezja Campo Maior
  - Diecezja Floriano
  - Diecezja Oeiras
  - Diecezja Parnaíba
  - Diecezja Picos
  - Diecezja São Raimundo Nonato

Prowincja kościelna Teresina tworzy region kościelny Nordeste IV, zwany też regionem Piauí.

## Metropolici
- Severino Vieira de Melo (1952 – 1955)
- Avelar Brandão Vilela (1955 – 1971)
- José Freire Falcão (1971 – 1984)
- Miguel Fenelon Câmara Filho (1984 – 2001)
- Celso José Pinto da Silva (2001 – 2008)
- Sérgio da Rocha (2008 – 2011)
- Jacinto Furtado de Brito Sobrinho (2012 – 2023)
- Juarez Sousa da Silva (od 2023)